# Causas da violência sexual

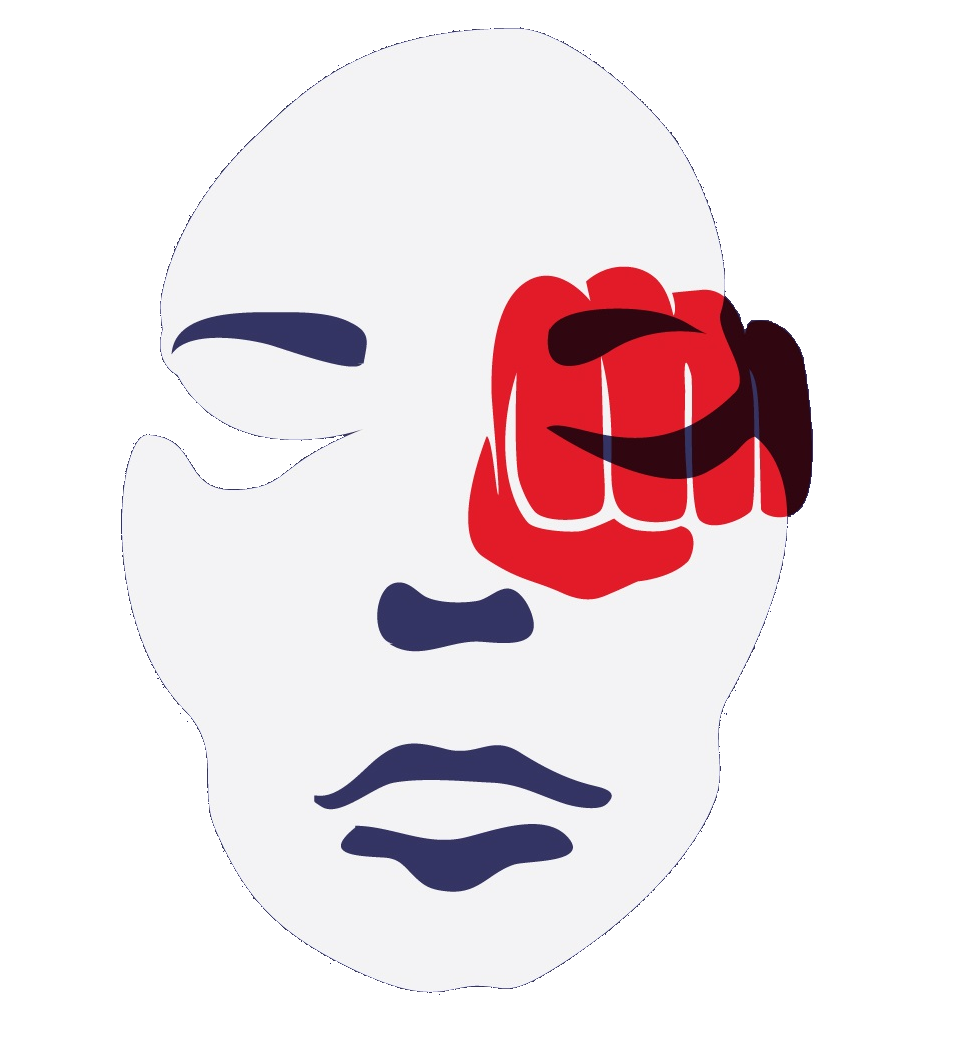
Um pôster russo pedindo para abrir os olhos - contra mulheres sendo abusadas.

Existem muitas teorias diferentes que explicam as causas da violência sexual. As teorias que serão discutidas neste artigo incluem conquista militar, socioeconomia, raiva, poder, sadismo, traços, padrões éticos, leis e pressões evolutivas que fornecem alguma explicação para as causas da violência sexual (como estupro, molestamento, assédio sexual, perseguição, incesto, etc.). Observe que a maior parte da pesquisa sobre as causas da violência sexual foi feita apenas em agressores do sexo masculino (e em grande parte ignorou a violência sexual perpetrada por mulheres) e não está totalmente desenvolvida de forma alguma.

## Tipologia Groth
O psicólogo clínico Nicholas Groth descreveu vários tipos diferentes de estupro. Uma análise conceitual detalhada mostra que a objetificação pode ser a base da negação da agência e da pessoalidade que leva ao estupro.

### Estupro de raiva
O objetivo desses estupradores é humilhar, aviltar e machucar sua vítima; expressam seu desprezo pela vítima por meio de violência física e linguagem profana. Para esses estupradores, o sexo é uma arma para contaminar e degradar a vítima, o estupro constitui a expressão máxima de sua raiva. Este estuprador considera o estupro a última ofensa que pode cometer contra a vítima.
O estupro de raiva é caracterizado pela brutalidade física, muito mais força física é usada durante o ataque do que seria necessário se a intenção fosse simplesmente dominar a vítima e conseguir a penetração. Este tipo de agressor ataca a vítima agarrando, golpeando e jogando-a no chão, espancando-a, rasgando suas roupas e estuprando-a.
A experiência para o ofensor é de raiva e raiva conscientes.
Para esses estupradores, o estupro se torna uma forma de compensar seus sentimentos subjacentes de inadequação e alimenta suas questões de domínio, controle, dominação, força, intimidação, autoridade e capacidade. A intenção do estuprador é afirmar sua competência. O estuprador de poder conta com ameaças verbais, intimidação com uma arma e apenas usa a quantidade de força necessária para subjugar a vítima.
O estuprador de poder tende a ter fantasias sobre conquistas sexuais e estupro. Eles podem acreditar que mesmo que a vítima inicialmente resista a eles, que uma vez que eles dominem sua vítima, ela acabará gostando do estupro. O estuprador acredita que a vítima gostou do que foi feito a ela e pode até mesmo pedir à vítima para se encontrar com eles para um encontro posterior. Por se tratar apenas de uma fantasia, o estuprador não se sente seguro por muito tempo nem com seu próprio desempenho nem com a resposta da vítima. O estuprador sente que deve encontrar outra vítima, convencido de que esta será "a certa".
Conseqüentemente, suas ofensas podem se tornar repetitivas e compulsivas. Eles podem cometer uma série de estupros durante um curto período de tempo.

### Estupro sádico
Para esses estupradores, eles têm uma associação sexual com raiva e poder, de forma que a agressão e a própria dor são erotizadas. Para esses estupradores, a excitação sexual está associada a infligir dor à vítima. O agressor considera os maus-tratos intencionais de sua vítima intensamente gratificantes e sentem prazer com o tormento, a dor, a angústia, o desamparo e o sofrimento da vítima; eles acham que a luta da vítima com eles é uma experiência erótica.
Os ataques do estuprador sádico são deliberados, calculados e pré-planejados. Freqüentemente, eles vestem um disfarce ou vendam os olhos de suas vítimas. Prostitutas ou outras pessoas que elas percebem como vulneráveis são freqüentemente os alvos do estuprador sádico. As vítimas de um estuprador sádico podem não sobreviver ao ataque. Para alguns criminosos, a satisfação final é obtida com o assassinato da vítima.

## Os modelos de propensão de agressão sexual
A abordagem da propensão à agressão sexual concentra-se nos traços (características que são estáveis e fixas ao longo do tempo) que podem aumentar a probabilidade de alguém cometer um ato de violência sexual.

### Vieses cognitivos e de atitude
Os traços cognitivos e preconceitos de atitude associados a uma propensão a cometer atos de agressão sexual vêm de pesquisas socioculturais e dizem que as formas de agressão sexual vêm de falsas crenças de relações de gênero, objetivos mal direcionados (ou seja, apenas namoro para fazer sexo) e impressões errôneas de interações sociais (vinculadas às relações de gênero). Pesquisas focadas especificamente nas relações de gênero no contexto da agressão sexual descobriram que conformidade com noções de direito masculino, suspeita do sexo oposto, percepção da violência como um método razoável para resolver problemas e manter as atitudes patriarcais tradicionais às quais pertencem os papéis sociais específicos gêneros específicos são considerados como aderentes ao conceito de direito/superioridade masculina (no contexto das relações de gênero). Os preconceitos cognitivos que aumentam a propensão de alguém para cometer atos de violência sexual incluem a crença de que as mulheres são objetos sexuais; o impulso sexual dos homens é incontrolável; um sentimento de direito (direito ao sexo); a sociedade é perigosa; e que as mulheres são imprevisíveis e perigosas.

### Processos neuropsicológicos
Os déficits neuropsicológicos que podem contribuir para uma propensão à agressão sexual incluem dificuldades na autorregulação, problemas de funcionamento executivo, problemas no sistema de percepção/memória, déficits no sistema de excitação/motivação e problemas no sistema de seleção de ações. As dificuldades surgem quando os agressores sexuais não são capazes de compreender seus estados emocionais e quando confrontados com uma situação que aciona seus sistemas de excitação/motivação, eles ficam confusos e podem ter problemas para controlar seu comportamento. A incapacidade de adaptar planos para lidar com situações imprevistas ou ter habilidades limitadas de resolução de problemas (o sistema de seleção de ações) e manter crenças desadaptativas categorizadas por interpretações errôneas de encontros sociais (sistemas de percepção/memória) também podem contribuir para uma maior suscetibilidade de cometer atos de violência sexual.

### Preferências sexuais desviantes
Pesquisas com foco no modelo de propensão às preferências sexuais desviantes sugerem que as pessoas que cometem atos de violência sexual ficam sexualmente excitadas por interações sexuais não consensuais mais do que por interações sexuais consensuais. A pesquisa que busca apoiar este modelo (pletismografia peniana) não foi capaz de encontrar diferenças confiáveis nos dois grupos diferentes de homens (aqueles que cometeram atos de agressão sexual e aqueles que não o fizeram). Em vez disso, os estudos estão fornecendo mais evidências para as diferenças cognitivas, atitudinais, neuropsicológicas e de estilo de vida que impactam a excitação sexual em certas situações, ao invés de uma preferência sexual desviante levando a uma maior propensão para a violência sexual.

### Transtornos e traços de personalidade
O último modelo de propensão de violência sexual vê os perpetradores de violência sexual através de 3 lentes de traços de personalidade diferentes, com o funcionamento interpessoal sendo o fator mais importante para determinar se uma pessoa terá uma maior propensão para a violência sexual. Este modelo é baseado na ideia de que a agressão sexual é indicativa de problemas para iniciar e gerenciar relacionamentos íntimos agradáveis

#### Lente de fixação insegura
A lente do estilo de apego inseguro decorre de pesquisas feitas com agressores sexuais que os caracterizaram como pessoas que tinham estilos de apego inseguros (como resultado de abuso infantil, divórcio dos pais, etc.) manifestados como baixa autoestima, uma incapacidade de desenvolver relacionamentos com outras pessoas, e significativa solidão emocional. Pelas lentes desse modelo, a agressão sexual é usada como um meio defeituoso de atender às necessidades de intimidade.

#### Traços de personalidade anti-social / lentes quadripartidas
A lente da personalidade anti-social deriva de um estudo feito por Hall e Hirschman (1991) e enfatiza as consequências subsequentes de experimentar adversidades/abusos na infância, que podem levar ao desenvolvimento de traços de personalidade anti-social na idade adulta. Os traços de personalidade anti-sociais combinam com fatores contextuais, emocionais (raiva/raiva), cognitivos (pensamentos irracionais que influenciam as emoções) e fisiológicos (excitação sexual desviante) que aumentam a probabilidade de cometer violência sexual.

#### Lentes de personalidade narcisista
Por último, a lente narcisista enfatiza a suposição de que indivíduos com traços de personalidade narcisistas são mais propensos a interpretar a recusa de avanços sexuais como insultos e, por sua vez, terão uma reação adversa a tais insultos (injúria narcisista). Essa lente é melhor usada ao descrever a violência sexual que inclui vítimas conhecidas (como incesto, estupro, abuso doméstico etc.) porque não é capaz de explicar adequadamente a violência sexual, como estupro por estranho.

## Fatores individuais

### Vítima conhecida
Dados sobre indivíduos sexualmente violentos mostram que a maioria direciona seus atos a indivíduos que já conhece.

### Agressão sexual facilitada por drogas
A agressão sexual facilitada por drogas (DFSA), também conhecida como estupro de predador, é uma agressão sexual realizada após a vítima ficar incapacitada por ter consumido bebidas alcoólicas ou outras drogas. Foi demonstrado que o álcool desempenha um papel desinibidor em certos tipos de agressão sexual, como algumas outras drogas, principalmente a cocaína. O álcool tem um efeito psicofarmacológico de reduzir as inibições, turvar os julgamentos e prejudicar a capacidade de interpretar as pistas. As ligações biológicas entre o álcool e a violência são, no entanto, complexas. Pesquisas sobre a antropologia social do consumo de álcool sugerem que as conexões entre violência, bebida e embriaguez são aprendidas socialmente, e não universais. Alguns pesquisadores notaram que o álcool pode atuar como um "break time" cultural, proporcionando a oportunidade para um comportamento anti-social. Assim, as pessoas têm maior probabilidade de agir com violência quando bêbadas, porque não consideram que serão responsabilizadas por seu comportamento. Algumas formas de violência sexual em grupo também estão associadas ao álcool. Nesses ambientes, consumir álcool é um ato de ligação grupal, em que as inibições são reduzidas coletivamente e o julgamento individual cedeu em favor do grupo.

### Gratificação sexual
Em 1994, Richard Felson foi coautor do polêmico livro "Aggression and Coercive Actions: A Social-Interactionist Perspective" com James Tedeschi, um livro que argumenta que o direito sexual é o motivo dos estupradores, ao invés do desejo agressivo de dominar a vítima. Felson acredita que o estupro é uma forma agressiva de coerção sexual e que o objetivo do estupro é o direito sexual e ganhar um senso de poder. Meta-análises indicam que estupradores condenados demonstram maior excitação sexual em cenas de coerção sexual envolvendo força do que os não estupradores. Em um estudo, estupradores do sexo masculino avaliados com pletismografia peniana demonstraram mais excitação ao sexo forçado e menos discriminação entre sexo forçado e consensual do que sujeitos controle não estupradores, embora ambos os grupos respondessem mais fortemente aos cenários de sexo consensual.

### Fatores psicológicos
Recentemente, tem havido pesquisas consideráveis sobre o papel das variáveis cognitivas no conjunto de fatores que podem levar ao estupro. Uma análise conceitual detalhada mostra que a objetificação pode ser a base da negação da agência e da pessoalidade que leva ao estupro. Os homens sexualmente violentos têm maior probabilidade de considerar as vítimas responsáveis pelo estupro e têm menos conhecimento sobre o impacto do estupro nas vítimas. Esses homens podem interpretar mal as pistas dadas por mulheres em situações sociais e podem não ter as inibições que atuam para suprimir associações entre sexo e agressão. Eles podem ter fantasias sexuais coercitivas e, em geral, são mais hostis com as mulheres do que os homens que não são sexualmente violentos. Além desses fatores, acredita-se que os homens sexualmente violentos diferem dos outros homens em termos de impulsividade e tendências anti-sociais. Eles também tendem a ter um senso exagerado de masculinidade. A violência sexual também está associada a uma preferência por relacionamentos sexuais impessoais em oposição a laços emocionais. com muitos parceiros sexuais e com a tendência de fazer valer os interesses pessoais em detrimento dos outros. Uma outra associação é com atitudes antagônicas sobre gênero, que sustentam que as mulheres são oponentes a serem desafiadas e conquistadas.

### Pesquisa sobre estupradores condenados
A pesquisa sobre estupradores condenados encontrou vários fatores motivacionais importantes na agressão sexual de homens. Esses fatores motivacionais repetidamente implicados são: ter raiva das mulheres e ter a necessidade de controlá-las ou dominá-las.
Um estudo de Marshall et al. (2001) descobriu que os estupradores do sexo masculino tinham menos empatia com as mulheres que haviam sido abusadas sexualmente por um agressor desconhecido e mais hostilidade com as mulheres do que os não agressores sexuais e homens/mulheres não criminosos.
Meta-análises indicam que estupradores condenados demonstram maior excitação sexual em cenas de coerção sexual envolvendo força do que os não estupradores.

## Fatores sociais
Os fatores que atuam no nível social que influenciam a violência sexual incluem leis e políticas nacionais relacionadas à igualdade de gênero em geral e à violência sexual mais especificamente, bem como normas relacionadas ao uso da violência.
Enquanto os vários fatores operam principalmente a nível local (dentro de famílias, escolas, locais de trabalho e comunidades) também existem influências das leis e normas que atuam em nível nacional e até internacional.

## Família e outros suportes sociais

### Ambientes da primeira infância
Há evidências que sugerem que a violência sexual também é um comportamento aprendido em alguns adultos, especialmente em relação ao abuso sexual infantil. Estudos com meninos abusados sexualmente mostraram que cerca de um em cada cinco continua na vida adulta a molestar as próprias crianças.
Ambientes da infância que são fisicamente violentos, emocionalmente sem suporte e caracterizados pela competição por recursos escassos têm sido associados à violência sexual. O comportamento sexualmente agressivo em homens jovens, por exemplo, tem sido associado ao testemunho de violência familiar e a pais emocionalmente distantes e indiferentes. Homens criados em famílias com estruturas fortemente patriarcais também têm maior probabilidade de se tornarem violentos, de estuprar e usar coerção sexual contra as mulheres, bem como de abusar de suas parceiras íntimas, do que os homens criados em lares mais igualitários.

### Honra familiar e pureza sexual
Outro fator que envolve as relações sociais é a resposta da família que culpa as mulheres sem punir os homens, concentrando-se em restaurar a honra familiar perdida. Tal resposta cria um ambiente no qual o estupro pode ocorrer impunemente.
Embora as famílias muitas vezes tentem proteger os membros do sexo feminino de estupro e também possam colocar suas filhas em métodos anticoncepcionais para evitar sinais visíveis, caso ocorram, raramente há muita pressão social para controlar os rapazes ou persuadi-los de que forçar sexo é errado. Em vez disso, em alguns países, frequentemente há apoio para os membros da família fazerem o que for necessário, incluindo assassinato para aliviar a vergonha associada a um estupro ou outra transgressão sexual. Em uma revisão de todos os crimes de honra ocorridos na Jordânia em 1995, pesquisadores descobriram que em mais de 60% dos casos, a vítima morreu devido a vários ferimentos a bala, a maioria nas mãos de um irmão. Nos casos em que a vítima era uma mulher grávida solteira, o agressor foi absolvido do homicídio ou recebeu uma pena reduzida.

## Estressores sociais

### Guerra e desastres naturais
A ilegalidade durante as guerras e conflitos civis pode criar uma cultura de impunidade em relação aos abusos dos direitos humanos de civis. Alguns exércitos e milícias irregulares apoiam tacitamente o saque de áreas civis como uma forma de as tropas suplementarem sua escassa renda e promovem a pilhagem e o estupro de civis como recompensa pela vitória. Em 2008, o Conselho de Segurança das Nações Unidas argumentou que "mulheres e meninas são particularmente alvos do uso de violência sexual, inclusive como tática de guerra para humilhar, dominar, instilar medo, dispersar e / ou realocar à força membros civis de uma comunidade ou grupo étnico. "
Refugiados e pessoas deslocadas internamente que fogem de suas casas durante a guerra e grandes desastres podem sofrer tráfico de pessoas para exploração sexual ou de trabalho devido ao colapso da economia e da lei e da ordem. Falando na Assembleia Geral da ONU em 2010, o Relator Especial da ONU sobre Violência contra a Mulher, suas Causas e Consequências observou a vulnerabilidade particular das mulheres e o aumento do risco de sofrer violência após desastres. Após o terremoto no Haiti em 2010, um grande número de mulheres e meninas vivendo em campos de deslocados internos sofreram violência sexual. A Comissão Interamericana de Direitos Humanos reconheceu a necessidade de atores estatais responderem à violência de gênero cometida por atores privados, em resposta a uma petição de grupos haitianos e advogados de direitos humanos conclamando o governo haitiano e atores internacionais a tomar medidas imediatas — Como aumentar a iluminação, segurança e acesso a cuidados médicos — para lidar com a violência sexual contra mulheres e meninas nos campos de deslocados internos.

### Pobreza
A pobreza está ligada tanto à perpetração de violência sexual quanto ao risco de ser vítima dela. Vários autores têm argumentado que a relação entre pobreza e perpetração de violência sexual é mediada por formas de crise de identidade masculina.
Bourgois, escrevendo sobre a vida em East Harlem, Nova York, Estados Unidos, descreveu como os jovens se sentiam pressionados por modelos de masculinidade bem-sucedida e estrutura familiar transmitida de geração a geração de seus pais e avós, juntamente com os ideais modernos de masculinidade que também Colocar ênfase no consumo material. Presos em suas favelas, com pouco ou nenhum emprego disponível, é improvável que alcancem qualquer um desses modelos ou expectativas de sucesso masculino. Nessas circunstâncias, os ideais de masculinidade são reformulados para enfatizar a misoginia, o abuso de substâncias e a participação no crime e, muitas vezes, também a xenofobia e o racismo. O estupro coletivo e a conquista sexual são normalizados, à medida que os homens voltam sua agressão contra as mulheres que não podem mais controlar patriarcamente ou sustentar economicamente.

### Ambiente físico
Embora o medo de estupro esteja tipicamente associado a estar fora de casa, a grande maioria da violência sexual realmente ocorre na casa da vítima ou do agressor. No entanto, a abdução por um estranho é frequentemente o prelúdio de um estupro e as oportunidades para tal abdução são influenciadas pelo ambiente físico. O ambiente social dentro de uma comunidade é, entretanto, geralmente mais importante do que o ambiente físico. O quão profundamente arraigadas em uma comunidade as crenças na superioridade masculina e no direito masculino ao sexo afetarão grandemente a probabilidade de ocorrência de violência sexual, assim como a tolerância geral na comunidade de agressão sexual e a força das sanções, se houver, contra os perpetradores. Por exemplo, em alguns lugares, o estupro pode até ocorrer em público, com transeuntes se recusando a intervir. As denúncias de estupro também podem ser tratadas com indulgência pela polícia, principalmente se a agressão for cometida durante um encontro ou pelo marido da vítima.

## Obstáculos legais e sociais para vítimas de denúncias de agressão sexual
Mulheres em vários países enfrentam sérios riscos se denunciarem estupro. Esses riscos incluem ser sujeito à violência (incluindo crimes de honra) por parte de suas famílias, ser processado por sexo fora do casamento ou ser forçado a se casar com seu estuprador. Isso cria uma cultura de impunidade que permite que o estupro não seja punido. As "cláusulas de delegação" usadas em muitos contratos de lares de idosos foram responsabilizadas por permitir efetivamente o estupro de residentes.

### Normas sociais
A violência sexual cometida por homens está, em grande medida, enraizada em ideologias de direitos sexuais masculinos. Esses sistemas de crenças concedem às mulheres muito poucas opções legítimas para recusar avanços sexuais. Alguns homens, portanto, simplesmente excluem a possibilidade de que seus avanços sexuais em relação a uma mulher sejam rejeitados ou de que a mulher tenha o direito de tomar uma decisão autônoma sobre a participação no sexo. Em algumas culturas, as mulheres, assim como os homens, consideram o casamento como uma obrigação das mulheres de estarem sexualmente disponíveis virtualmente sem limites, embora o sexo possa ser culturalmente proscrito em certos momentos, como após o parto ou durante a menstruação.
As normas sociais em torno do uso da violência como meio para atingir objetivos têm sido fortemente associadas à prevalência de estupro. Em sociedades onde a ideologia da superioridade masculina é forte, enfatizando o domínio, a força física e a honra masculina, estupro é mais comum. Os países com uma cultura de violência, ou onde ocorrem conflitos violentos, experimentam um aumento em quase todas as formas de violência, incluindo a violência sexual.

## Fatores Econômicos
Muitos dos fatores que operam a nível nacional têm uma dimensão internacional. As tendências globais, por exemplo em direção ao livre comércio, têm sido acompanhadas por um aumento no movimento de mulheres e meninas em busca de trabalho, inclusive para trabalho sexual. Os programas de ajuste econômico estrutural, elaborados por agências internacionais, têm acentuado a pobreza e o desemprego em vários países, aumentando assim a probabilidade de tráfico sexual e violência sexual, algo particularmente observado na América Central, Caribe e partes. da África.

## Teorias do clima social

### Teorias feministas de estupro homem-mulher
A teoria feminista do estupro homem-mulher é resumida pela declaração de Susan Brownmiller: “o estupro é nada mais nada menos do que um processo consciente de intimidação pelo qual todos os homens mantêm todas as mulheres em um estado de medo”. Algumas feministas afirmam que a dominação masculina das mulheres em domínios sócio-políticos e econômicos é a causa final da maioria dos estupros, e consideram o estupro homem-mulher um crime de poder que tem pouco ou nada a ver com o sexo em si. No entanto, um estudo de 1983 comparando 14 indicadores de dominação masculina e a incidência de estupro em 26 cidades americanas não encontrou nenhuma correlação, exceto um em que a maior dominação masculina realmente diminuiu a incidência de estupro. A teoria da aprendizagem social do estupro é semelhante à teoria feminista e vincula tradições culturais, como imitação, vínculos de violência sexual, mitos de estupro (por exemplo, "mulheres secretamente desejam ser estupradas") e a dessensibilização como as principais causas do estupro.

### Cultura do estupro
Cultura de estupro é um termo usado nos estudos feministas e pelo feminismo, que descreve uma cultura em que o estupro e outras formas de violência sexual (geralmente contra mulheres) são comuns e em que atitudes, normas, práticas e mídia prevalentes toleram, normalizam, desculpam ou encorajam a violência contra a mulher.
Dentro desse paradigma, atos de sexismo são comumente empregados para validar e racionalizar práticas misóginas normativas. Por exemplo, piadas sexistas podem ser contadas para fomentar o desrespeito pelas mulheres e um consequente desrespeito pelo seu bem-estar, o que acaba por fazer com que a violação e o abuso pareçam "aceitáveis". Exemplos de comportamentos que tipificam a cultura do estupro incluem culpar a vítima, banalizar o estupro na prisão e objetificação sexual.
A cultura do estupro como conceito e realidade social foi explorada em detalhes no filme Rape Culture, de 1975, produzido por Margaret Lazarus e Renner Wunderlich para a Cambridge Documentary Films.

### Socialização baseada em gênero e scripts sexuais
Estudos com homens e mulheres sexualmente ativos em idade universitária mostram que eles costumam conceituar os homens como iniciadores sexuais e as mulheres como guardiãs sexuais.
Tem sido argumentado que os julgamentos de agressão sexual, assim como o estupro em si, podem ser influenciados por narrativas culturais de homens como instigadores sexuais. Os meninos são educados para serem sexualmente agressivos, dominadores e conquistadores, como forma de afirmar sua masculinidade. Catharine MacKinnon argumenta que os homens estupram "por razões que compartilham mesmo com aqueles que não o fazem, a saber, masculinidade e sua identificação com as normas masculinas e, em particular, por serem as pessoas que iniciam o sexo e serem as pessoas que socialmente se experienciam como sendo afirmadas por iniciação agressiva de interação sexual ". Segundo Check e Malamuth (1983), os homens são ensinados a tomar a iniciativa e a persistir nos encontros sexuais, enquanto as mulheres devem estabelecer os limites. Este roteiro sexual clássico é frequentemente popularizado em programas de televisão, filmes populares e pornografia, que mostram o homem fazendo um avanço sexual e a mulher inicialmente resistindo, mas finalmente respondendo positivamente ao se apaixonar por ele ou experimentar o orgasmo (Cowen, Lee, Levy e Snyder, 1988; Malamuth e Check, 1981; Smith, 1976; Waggett, 1989). A mensagem implícita é que os homens devem persistir além do protesto de uma mulher e as mulheres devem dizer "não" mesmo que desejem sexo (Muehlenhard e McCoy, 1991). Quanto mais tradicional a sociedade, mais estreita será a adesão a esse roteiro sexual. Por esse motivo, muitos homens não acreditam que uma mulher queira dizer "não" quando diz "não", e continuam a pressioná-la e, em última instância, coagi-la ou forçá-la a fazer sexo; consentimento muitas vezes se confunde com submissão.
Em muitas sociedades, os homens que não agem de maneira tradicionalmente masculina são condenados ao ostracismo por seus pares e considerados efeminados.   Em estudos, jovens do sexo masculino do Camboja, México, Peru e África do Sul relataram que participaram de incidentes em que meninas eram coagidas ao sexo (como estupros de gangue) e que o fizeram como forma de provar sua masculinidade para seus amigos, ou sob pressão de colegas e medo de serem rejeitados se não participassem da agressão.

### Indústria do sexo e agressão sexual
Alguns teóricos afirmam que a aceitação dessas práticas sexuais aumenta a violência sexual contra as mulheres, ao reforçar visões estereotipadas sobre as mulheres, que são vistas como objetos sexuais que podem ser usados e abusados pelos homens, e por dessensibilizar os homens; sendo esta uma das razões pelas quais alguns teóricos se opõem à indústria do sexo. Eles argumentam que a pornografia erotiza a dominação, humilhação e coerção das mulheres e reforça atitudes sexuais e culturais que são cúmplices de estupro e assédio sexual. A feminista anti-pornografia, Andrea Dworkin, é famosa por argumentar sobre esse ponto em seu polêmico Pornography: Men Possessing Women (1981).

## Explicações evolutivas
Os machos que, em algumas circunstâncias, usaram a força podem ter tido maior sucesso reprodutivo no ambiente ancestral do que os machos que não empregaram a força. As teorias sociobiológicas do estupro são teorias que exploram em que grau, se houver, as adaptações evolutivas influenciam a psicologia dos estupradores. Essas teorias são altamente controversas, já que as teorias tradicionais geralmente não consideram o estupro como uma adaptação comportamental. Alguns objetam a tais teorias por motivos éticos, religiosos, políticos e científicos. Outros argumentam que um conhecimento correto das causas do estupro é necessário para desenvolver medidas preventivas eficazes. Existem extensas pesquisas sobre coerção sexual.